# せんべろ
せんべろは日本において「千円でべろべろに酔える」ような価格帯の酒場の俗称。

## 概要
一般には作家の中島らもと編集者の小堀純が、共著の著書『せんべろ探偵が行く』（2003年、ISBN 978-4163595009）で使い始めたのが最初と言われている。また、1980年代頃に中島らもの身内言葉から日本中に広まったとの記述もある。
千円でべろべろに酔えるという価格帯の酒場の俗称ではあるが、実際には千円でちょっと気の利いたおつまみとお酒2杯～3杯飲めるという意味合いが強く、発祥と言われている『せんべろ探偵が行く』（2003年、ISBN 978-4163595009）でも、そういった酒場が多く紹介されている。
低価格で酒やおつまみ等を提供するという性質上、該当する店には居酒屋や立ち飲み、角打ちなどが該当する。